# Конева

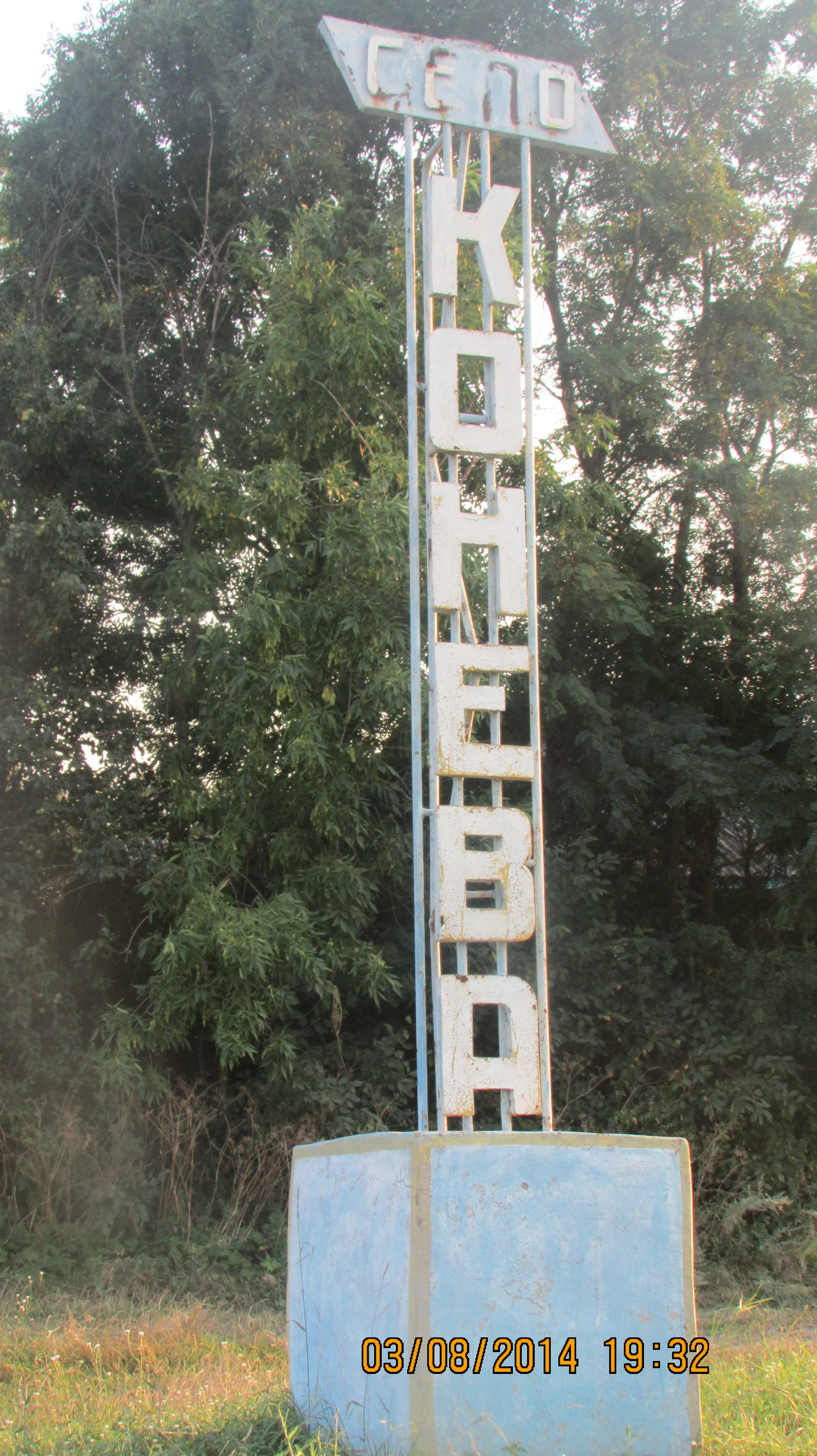
В'їзд в село Конева з боку села Сугаки, та Сліди.

Конева́ — село в Україні, у Вендичанській селищній громаді Могилів-Подільського району Вінницької області. Населення становить 555 осіб.(2001 р.)
У селі діє загальноосвітня школа І ступеня, бібліотека, клуб та православна церква.

## Історія
Село засновано в 1632 році.
7 (20) листопада 1917 року, відповідно до Третього Універсалу Української Центральної Ради, увійшло до складу Української Народної Республіки.
12 червня 2020 року, відповідно до Розпорядження Кабінету Міністрів України від № 707-р «Про визначення адміністративних центрів та затвердження територій територіальних громад Вінницької області», увійшло до складу Вендичанської селищної громади.
19 липня 2020 року, в результаті адміністративно-територіальної реформи та ліквідації Могилів-Подільського району (1923 — 2020), село увійшло до складу новоутвореного Могилів-Подільського району.

## Освіта та культура
28.10.2022 Конівська початкова школа Вендичанської селищної ради Могилів-Подільського району Вінницької області була закрита. 
Діє бібліотека (завідувачка Котовська С. І.)
В селі діє клуб, у якому проводять зібрання та свята.
Також діє православна Церква

## Транспорт
З села в четвер і неділю відходить автобус до райцентра Могилів-Подільський.
Сполучення: «Могилів-Подільський — Озаринці — Конева — Борщевці».
Розклад руху: Четвер і Неділя.
- о 6:50 відправляється з села — приблизно о 7:30 ранку прибуває на автостанцію міста Могилів-Подільський.
- о 12 годині дня відправляється з автостанції міста Могилів-Подільський — о 12:45 прибуває в село Конева і далі їде в село Борщевці

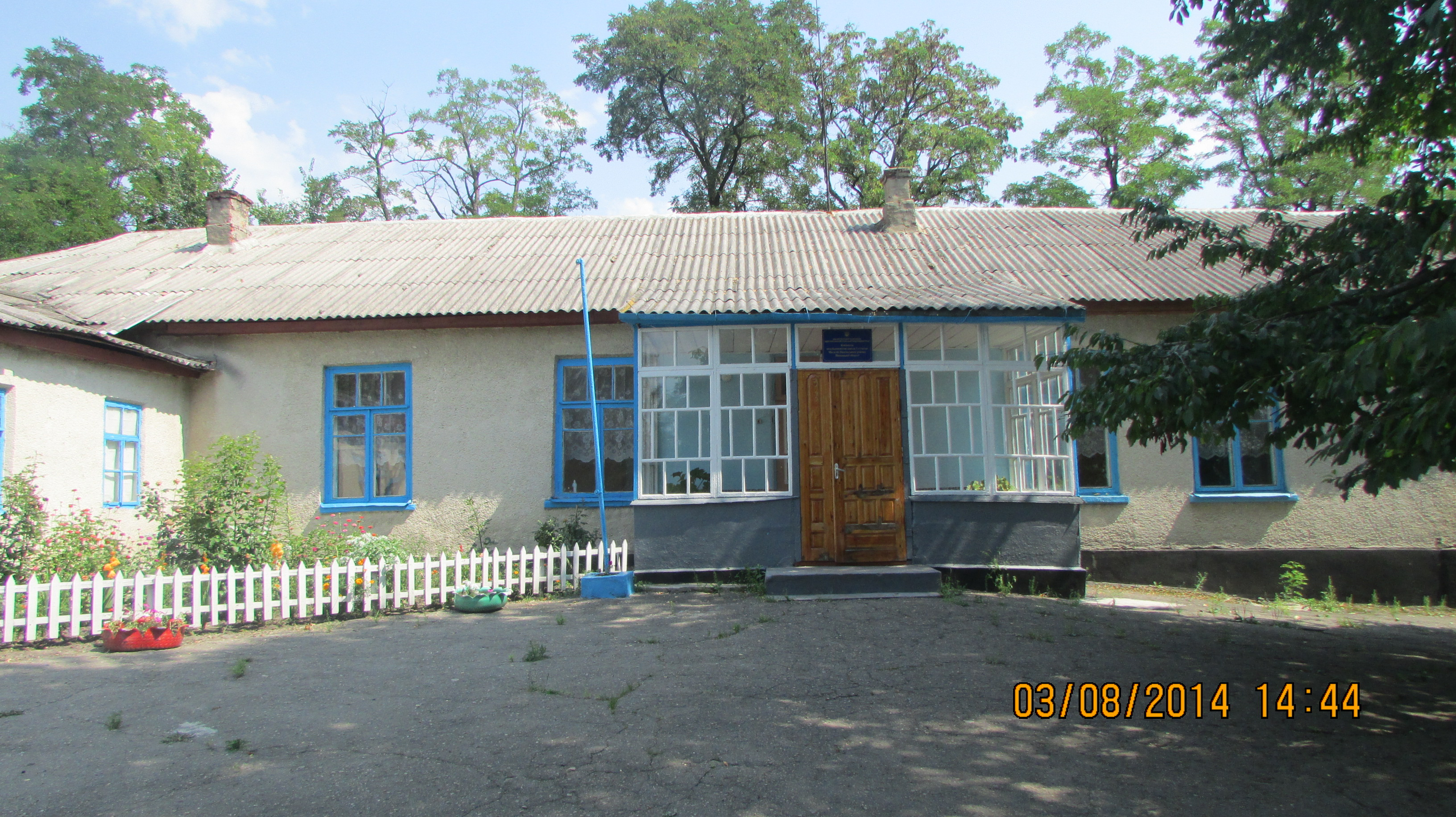
Конівська сільська школа
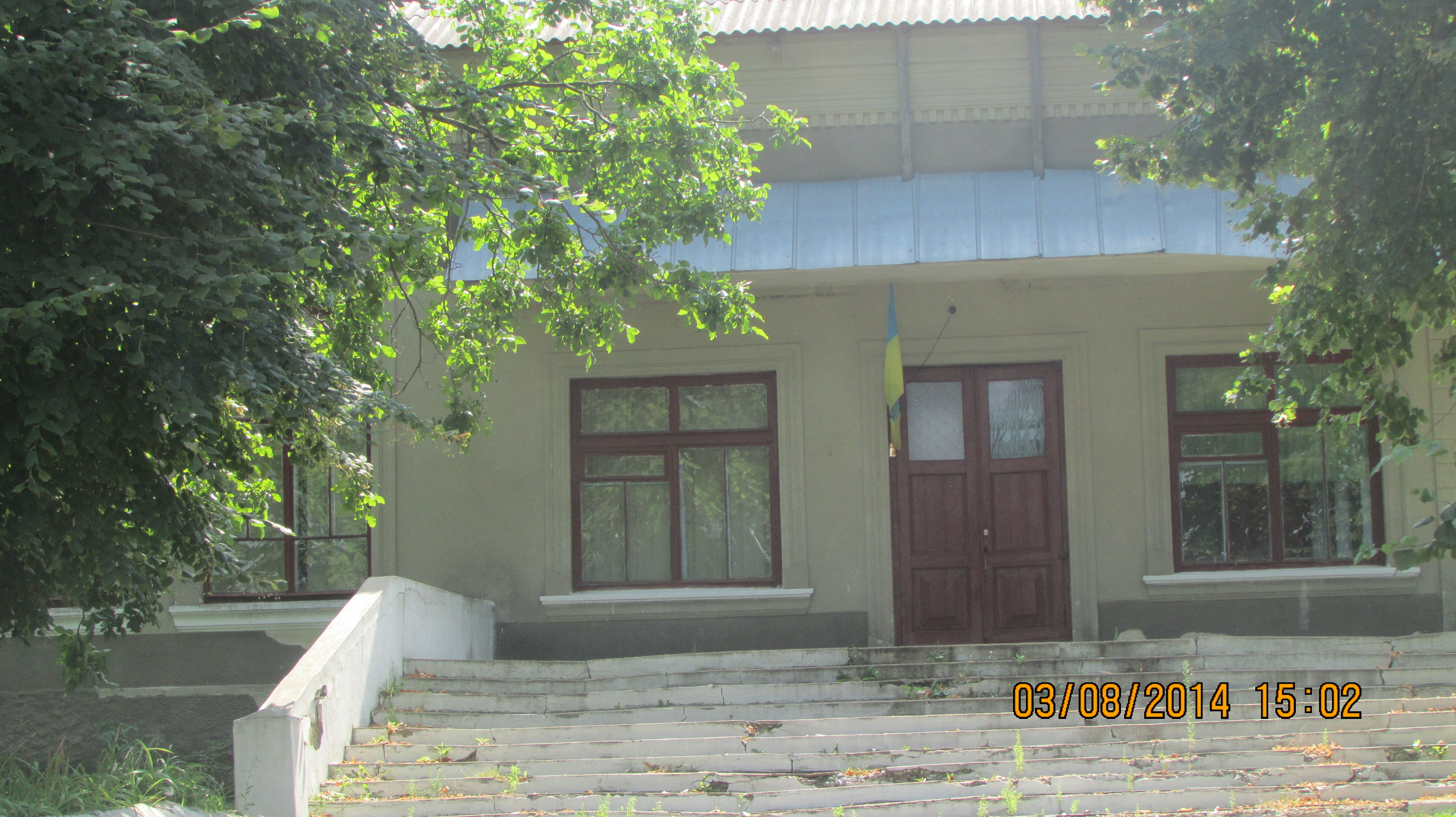
Клуб в селі Конева
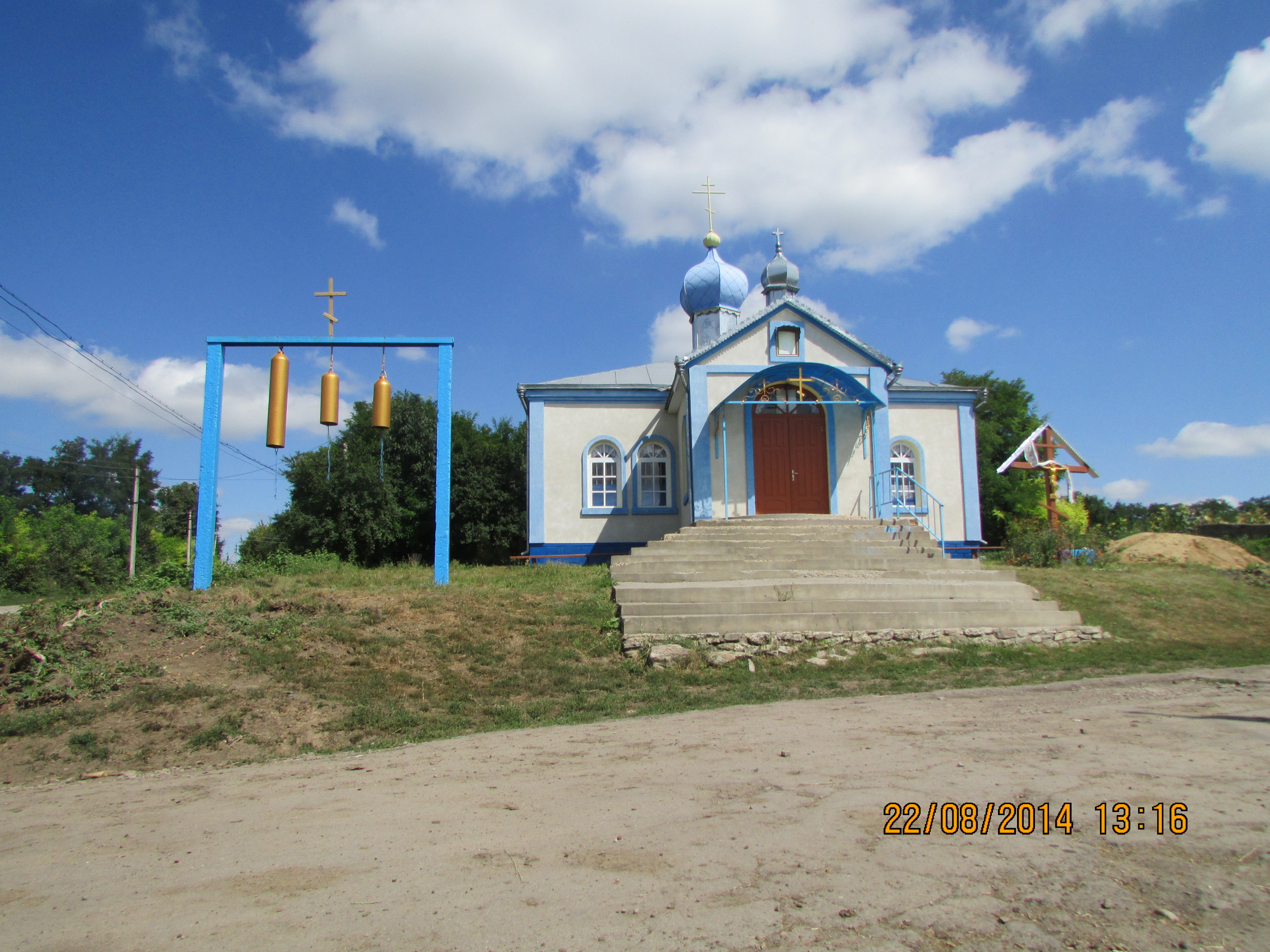
Сільська церква